# 초계기

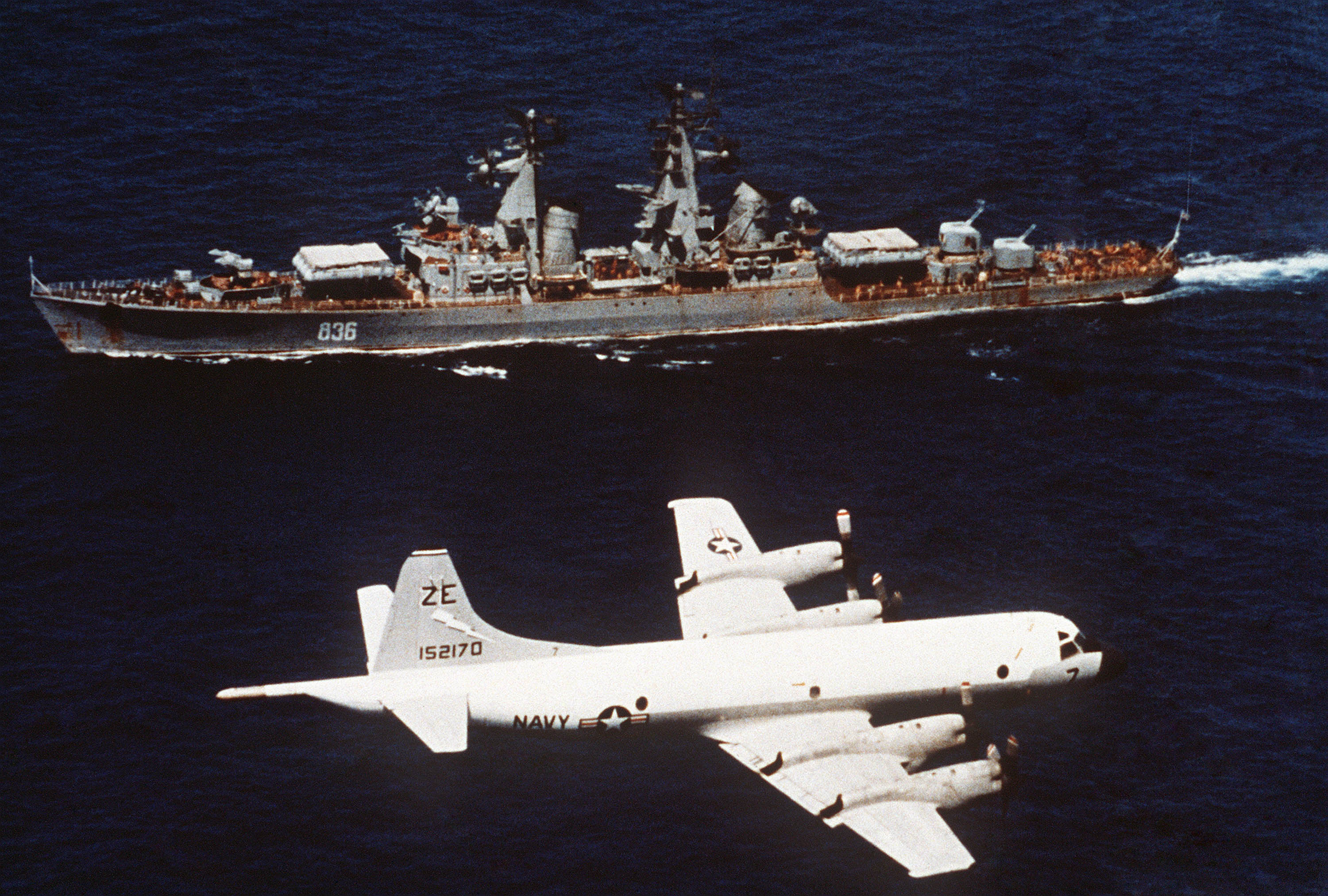
러시아의 바리악(Varyag)호 위를 날고 있는 미 해군의 록히드 P-3 오라이온

초계기(哨戒機, 영어: Maritime patrol aircraft, MPA)는 적의 동정을 살피는 군용 항공기를 말한다. 적외선 탐지장치. 음향탐지기·자기탐지기 등의 장치를 가지고 있으며, 종합정보처리 능력과 인공위성과의 통신능력도 갖추고 있어 위성과의 협력체제가 가능하다. 주로 해상을 날며 적의 잠수함을 발견하여 공격하는 데 사용된다.

## 역사

### 일본의 사례

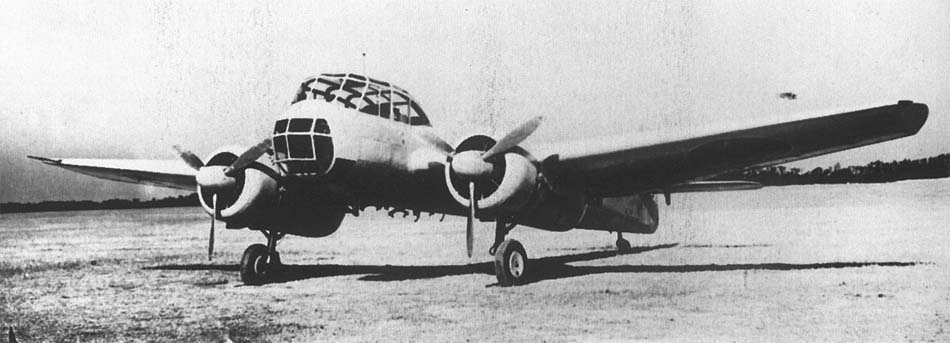
구일본 해군의 Q1W 초계기.

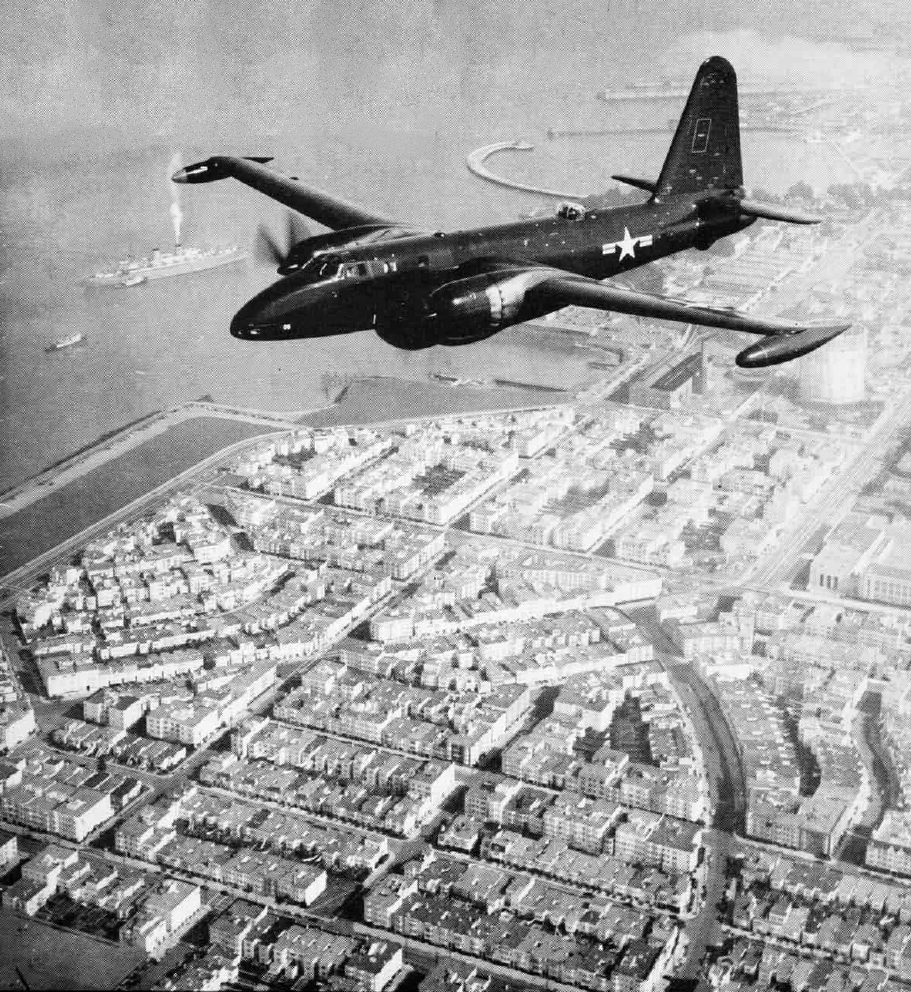
미 해군의 P-2 초계기. 1950년도의 사진이다.

때는 태평양 전쟁 당시, 일본에서 큐슈 Q1W 도카이(東海; 태평양)가 제작되었으며, 1943년에 첫비행에 성공하고 1945년 1월부터는 양산에 돌입했다. 일본 제국 해군은 기존에도 1식 육상공격기이라는 중무장한 중형폭격기를 보유했지만, 미국의 첨단 공대함 전략을 보고 전쟁말기에 Q1W라는 초계기를 개발하게 된 것이다. 곧 종전이 성립한 후 일본은 미국 초계기를 면허 생산하며 해군 항공대의 세력을 잇게 된다. 미국의 P-2,P-3등을 뼈대 굵은 군수제조업체 가와사키가 상당히 많은 양을 생산해서 종전 후에도 일본은 강대한 해군 항공력을 유지할 수 있게 된다. P-2는 200대 생산. P-3는 107대가량 생산됐다.

### 냉전 초기의 미 해군의 사례
미 해군의 '주먹'으로도 불린 P-2 기체는 냉전 초기, 곧 50년대부터 70년대까지 미국을 적 세력의 잠수함과 선박으로부터 보호해준 뛰어난 해양 군용기였다. 2발의 쌍발 엔진에, B-24와 비슷한 체격, 그리고 뛰어난 작전수행능력으로 널리 명성을 떨쳤다. 2차대전 당시의 영국의 모스키토 폭격기, 독일의 BF110과 덩치가 비슷하다.

## 종류

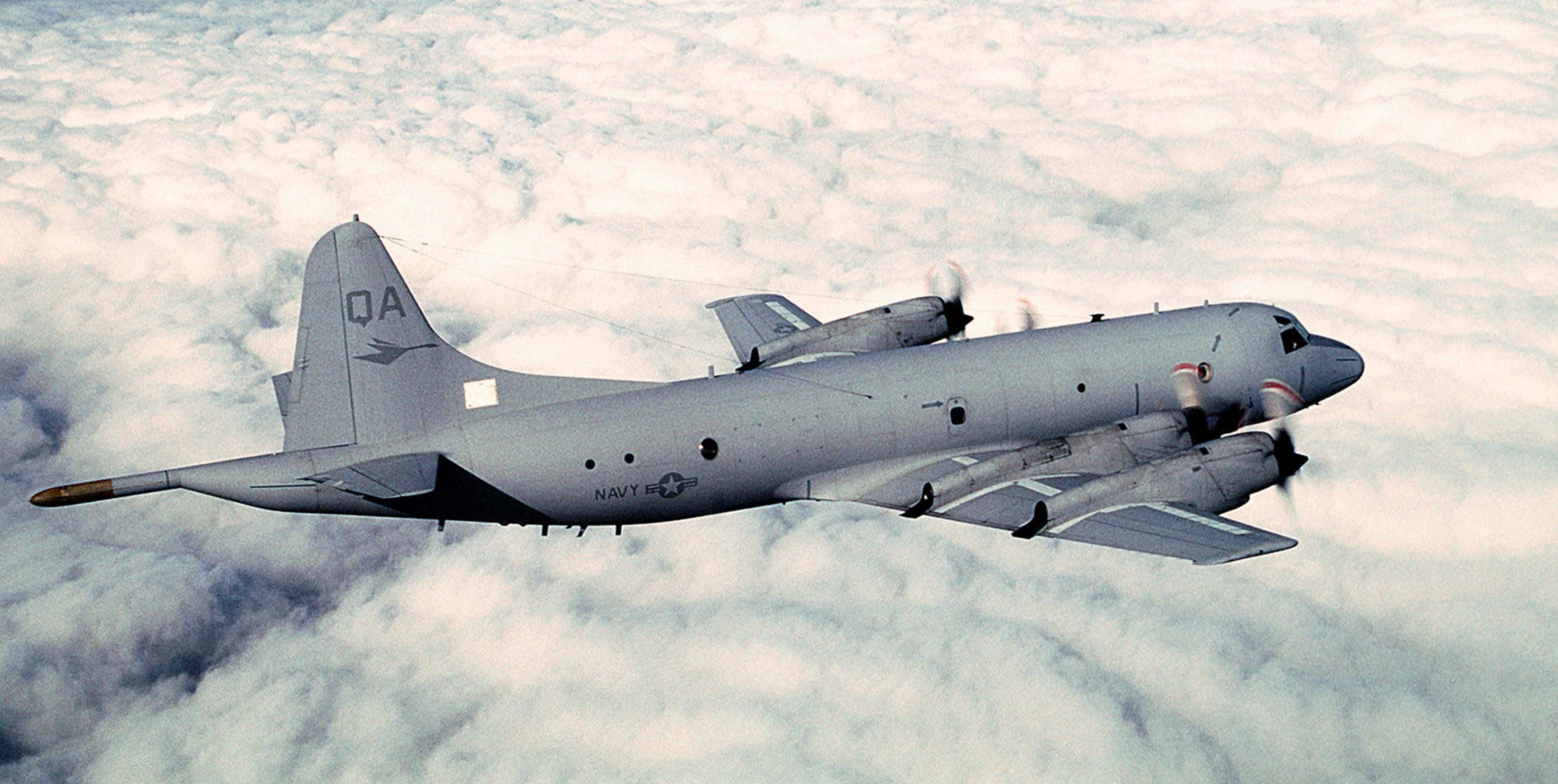
지상형 초계기의 대표격인 미국제 P-3 오라이온.

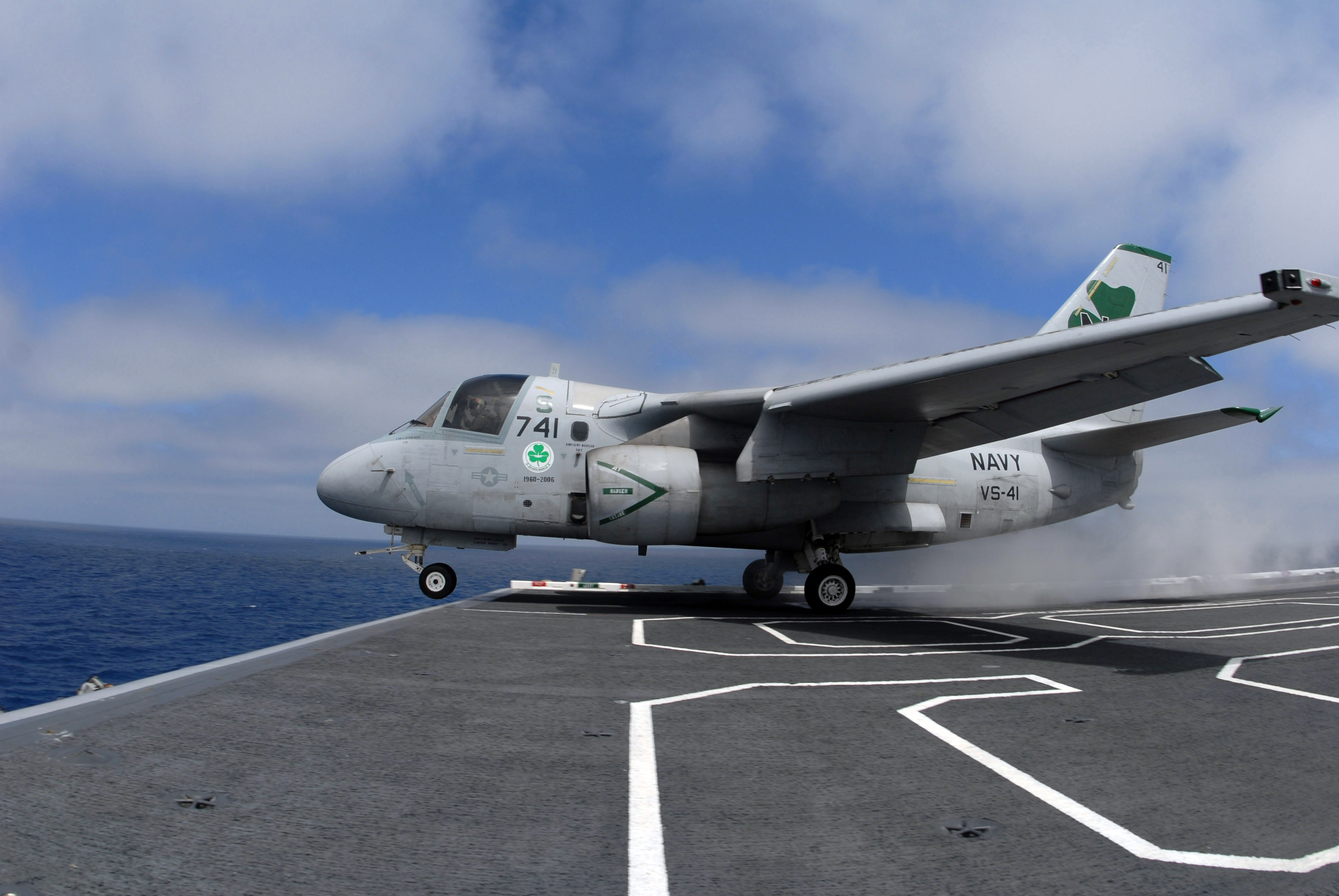
함재기형 초계기의 대표격인 미국제 S-3 바이킹.

초계기는 크게 지상 비행장에서 이착륙하는 지상형과 항공모함 등에서 운용이 가능한 함재기형으로 나뉜다.

### 지상형
지상 비행장에서 이륙하는 형태의 초계기로, 이에 해당하는 경우는 P-1,P-8,P-3,P-2,IL-38 등이 있다.
크기가 대체적으로 여객기 수준으로 크며 최소한 B-29 C-130급의 체격은 된다. 체급은 종류마다 B-29 크기에서 보잉 737크기까지 다양하다. 3세대 초계기들이 보잉 737 이상의 체급을 갖추고 있다.

### 함재기형
항공모함등 함정에서 사용되며, 크기가 비교적 작은 편이다. S-2, S-3 바이킹이 여기에 해당된다. 함재기는 통상적으로 지상 비행기지의 항공기에 비해 비용이 클 수 밖에 없다. 바닷바람의 소금기에 견디기 위한 특수 재질로 제작되는 것은 물론이며 짧은 항공모함의 갑판에 착륙하기 위한 튼튼한 바퀴가 필수적이기에 비용이 보다 높다. 이러한 이유로 비용이 높은 함재기로 대표적인것이 S-3 바이킹 기체와 FA-18 기체를 들 수 있다. FA-18은 전투기이고 S-3 바이킹은 초계기라는점이 차이점이다. 가장 많이 생산된게 미국제 그러먼 S-2 트래커 기체로, 총 1,284대 생산됐다. S-3 바이킹은 187대 생산됐다. 일본은 개발 및 보유를 하고 있지 않다.

## 같이 보기
- 정찰기
- 초계정